# Břetislav Rérych
Břetislav Rérych (31. července 1872, Polná – 14. října 1936, Polná) byl pedagog, vydavatel vlastivědného sborníku, regionální vlastivědný pracovník, muzejník a historik.

## Biografie
Břetislav Rérych se narodil 31. července 1872 v Polné jako nejmladší ze čtrnácti sourozenců. Po studiích na učitelském ústavu v Kutné Hoře se stal učitelem a dvanáct let působil jako pedagog na různých školách (Radostín, Janovice, Hrbov, Poděbaby a Dobroutov). Do Polné se vrátil v roce 1903. Jeho pedagogická dráha pokračovala na Obecné a měšťanské škole v Polné, kde působil v letech 1903–1933, od roku 1913 jako odborný učitel přírodopisu a kreslení. V letech 1927–1933 školu vedl jako její ředitel. Ale pouhá pedagogická práce jej neuspokojovala. Jeho zájmy měly renesanční rozměr.
Stál u zrodu organizace turistů, okrašlovacího spolku, sboru dobrovolných hasičů, bytového družstva. Byl také zdatný kreslíř a příležitostný grafik, nadšený sportovní rybář, myslivec a sokol. Také stál u zrodu Československé církve, do níž vstoupil již v srpnu 1920. Jeho náboženská konverze mu přinesla pochopitelně i řadu nových odpůrců. Nejslavnější kapitolou jeho snažení se stalo polenské muzeum. V roce 1895 byl jedním ze zakladatelů Spolku městského muzea v Polné, v jeho správním výboru pracoval v letech 1896–1936, v letech 1908–1936 působil jako jednatel spolku. Zároveň byl v letech 1900–1936 ředitelem muzea a tvůrcem jeho expozic.
Spolu s malířem K.L. Klusáčkem inicioval opravy polenského hradu pro potřeby muzea, které bylo slavnostně otevřeno v roce 1926 o polenské pouti. Spolupracoval s předními památkovými odborníky, například se Zdeňkem Wirthem a řadou dalších, po konzultacích budoval v nových prostorách poutavé expozice. Pro řadu ostatních muzejníků z celé republiky se stal při řešení odborných i provozních problémů vyhledávaným konzultantem. Polenské muzeum neslo až v letech 1937-1960 jeho jméno.
Zemřel uprostřed práce náhle po krátkém onemocnění 14. října 1936, urna s jeho ostatky je uložena na hřbitově u kostela sv. Kateřiny v Polné.

## Literární tvorba a kulturní činnost
Napsal přes sto studií a článků, především s vlastivědnou tematikou. Mnoho publikací vyšlo samostatně. V letech 1920–1922 redigoval vlastivědný časopis „Pohoří“, ve kterém otiskoval řadu článků z národopisu a historie polenského regionu. Vydal také řadu publikací k dějinám města Polné a Polenska, např.: „Zkáza města Polné 1863 (1933), Francouzi na Českomoravské vysočině roku 1741 a 1742 (1934), Rodáci a obyvatelé města Polné (1935), Průvodce městským museem v Polné (1937), Osmačtyřicátý rok v Polné“ (1948), aj. V letech 1914–1936 působil Rérych jako kronikář města Polné.
Založil také kroniku TJ Sokol Polná a v rámci této činnosti sepsal dějiny Sokola polenského, založil také kroniku obce Janovice. Angažoval se v ochotnickém divadle, od roku 1899 byl členem polenského Spolku divadelních ochotníků „Jiří Poděbradský“, kde režíroval a sám napsal dokonce několik divadelních her s národními či zábavnými motivy např. Dvacet tisíc mil pod Špačkovým rybníkem či libreto Ctirad a Šárka. Pro divadlo navrhoval také kostýmy, dekorace, scény a živé obrazy.